# Q (槍械製造公司)
Q（Q, LLC）是一家位於美國新罕布夏州樸茨茅夫的輕兵器及消音器生產商。該公司最著名的產品是蜜獾式個人進攻武器。公司口號源自於新罕布夏州格言「不自由，毋寧死（英語：Live Free Or Die）」。另外由於當初馬克沁申請專利時使用的名稱為「消音器（英語：silencer）」，因此Q亦稱其為消音器，而非抑制器（英語：suppressor）。

## 歷史
Kevin Brittingham起初因興趣成立先進武器公司（AAC），後來在2011年以1,110萬美元將其售予Freedom Group，但因不適應雷明登的企業文化而被解僱。Kevin Brittingham之後曾加入SIG Sauer研發抑制器，並帶領新成立的SIG抑制器部門，但其團隊的研發成果只有少數成為產品，最終Kevin Brittingham認為研發成果不被重視亦離開了SIG Sauer。後來Kevin Brittingham成立了名為Q的新公司，並打算吸取AAC的經驗把Q打造成「AAC 2.0」。
Kevin Brittingham成立Q時，親自選擇了來自SIG Sauer、精密國際等公司的資深工程師組建成設計團隊，並首先推出了用於.22 LR的El Camino消音器。後來更推出了Kevin Brittingham的經典設計──Honey Badger的更新版，並推出了AAC未曾兌現承諾的民用型蜜獾式。後來Q推出了中階栓動精準步槍The Fix及mini Fix。
除此之外Q亦有自家導軌安裝界面Q-Sert及25°錐形槍口規格，並都放在網站上供需要的用戶或生產商參考使用。另外亦有研發稱為8.6 Blackout的新口徑。

### Honey Badger手槍事件
2020年8月3日，菸酒槍炮及爆裂物管理局（ATF）在未確實指明問題部分的情況下認定Q自2016年起銷售的Honey Badger手槍設計為抵肩射擊，因此不屬手槍而屬短管步槍（英語：Short-barreled Rifle，簡稱SBR）。Q已按ATF信件要求停止生產Honey Badger手槍，並透過律師發信予ATF商討解決辦法，同時Q指ATF的決定程序不足且從未公開判斷標準，並以刑事起訴恐嚇企業和平民，而ATF亦不提出任何解決辦法。為此Q亦要求ATF表明本決定無追溯期，因Q的財政狀況及Honey Badger的設計不允許其發放16英吋替代槍管，只能向用家發放新的手臂支撐器，且無追溯期有案例可依，亦能提供最簡單直接的解決辦法。
在Q和ATF能達成共識前，Q向用家提出先將Honey Badger手槍上機匣連槍管組暫時用於其他手槍下機匣／已註冊SBR下機匣或暫時將上機匣連槍管組轉至他人，直到現有Honey Badger手槍下機匣註冊成SBR下機匣方可重新組合成Honey Badger使用，以免莫名面對10,000美元罰款及可達10年的刑期。由於ATF決定的不合理性，Q表示會向所有選擇將Honey Badger手槍註冊成SBR的用家退款200美元，以補償本來不應存在的NFA稅項。
與此同時在ATF的信件中亦提到Sugar Weasel及mini Fix，ATF懷疑兩者皆為SBR並要求Q提供樣品供鑑定，當中問題為Sugar Weasel使用的是SBA3手臂支撐器。若ATF認定Sugar Weasel為SBR，則可能影響市場上超過1,000,000個SBA3的用家，並將他們一夜之間變成持有非法槍械的罪犯。
對此Q、SB Tactical、槍械管制問責聯盟（英語：Firearms Regulatory Accountability Coalition, Inc.）及全國步槍協會皆對ATF的決定表達了不滿，並呼籲社群聯絡其代表議員以對ATF各種恣意且反複無常的決定表達不滿。
本次事件在美國槍械社群引發了軒然大波，部分原因為一定數量的用家已無法忍受經過無數反複決定後已失去信用的ATF，槍械社群對槍械法律及第二修正案關注程度提升，以及僅在Q公開事件的數日前在9月29日眾議院議員馬特·蓋茨聯同泰德·約霍、比爾·波西及格雷格·斯特比發信予ATF要求其在2020年10月9日前回覆一份6月有關「ATF祕密草擬有關手臂支撐器法案」的信件。
2020年10月14日，Q公佈ATF在10月9日已發出暫緩執行「停止及終止（英語：Cease and Desist）」命令60天的信件。Q的律師已即時回信詢問審核程序是否已同時中止，但未獲回覆。Q認為暫緩執行命令是ATF希望新政府有不同的觀點而把爭議拖延至總統大選後。Q認為ATF的行動十分不負責任，因此在未獲ATF審核的進一步消息前仍不會再生產Honey Badger手槍，並繼續呼籲社群聯絡白宮及總統以制止透過恣意且反複無常的決定影響數百萬計的槍械用家的ATF。
Q曾在Facebook反駁的ATF論點包括：
1. ATF指其特製雙導桿式手臂支撐器因使用原有槍托的鎖定部件，並根據外觀該手臂支撐器僅為原有槍托的修改版本而非手臂支撐器。並指Q從未提交Honey Badger手槍供ATF審核。Q以MPX的雙導桿式槍托跟已被ATF許可且共用鎖定部件及外觀相似的雙導桿式手臂支撐器為例反駁，並反指生產商並不需要將產品提交審核，而是ATF需要向生產商提供一套標準。因ATF從未提供標準，Q只是跟隨ATF給予其他生產商的公開核准資訊。
2. ATF指Honey Badger手槍的扳機拉距（英语：Length of pull）為13.5625英吋長，超過手槍的13.5英吋上限。Q則發佈Honey Badger手槍的設計圖，指實際為13.335英吋，並指ATF的員工連扳機拉距應與槍膛平行量度也不會。而ATF在2018年已有以斜線量度扳機拉距以將其跨大以誣告用家，並被法院判ATF敗訴的案例[15]。因此Q笑指原來奉公守法好市民跟非法持有SBR之間只有0.2275英吋。
3. ATF指其手臂支撐器尾部面積比槍托更大，且無任何設計阻止用家抵肩使用。Q指手臂支撐器尾部面積實際較小，被ATF當成面積一部分的孔洞是用來包覆手臂的。
4. ATF指其手臂支撐器無法提供支撐穩定功能。Q指ATF連手臂支撐器也不會正確使用。

## 產品特點
Q的槍械產品皆有著獨特的金色/灰色外觀，因為其全數採用透明硬膜陽極氧化處理，採用此處理工藝是因為其強度為有色硬膜的兩倍，而顏色分別來自於7075鋁及6061鋁經透明硬膜陽極氧化處理後的顏色。
另外由於Q對透明硬膜陽極氧化處理的堅持，Q在槍械產品上使用的第三方配件亦有不少為採用透明硬膜的特製品，並由Q獨家銷售。

## 產品

### 槍械
- Honey Badger：蜜獾式，相比AAC版本作出了大量更新，使用MAGPUL、Radian及Geissele生產的配件，槍管亦自Radian購買，Q稱其Honey Badger 2.0（簡稱HB 2.0）
- Sugar Weasel：傳統布局的Honey Badger，樣槍仍採用Honey Badger機匣，後來改用鍛造機匣。值得一提的是序號00001的Sugar Weasel為一把屬於KitBadger的特製版12.75英吋槍管5.56口徑Sugar Weasel[16]。Q戲稱其「基本上為窮人的蜜獾式」
- The Fix：輕量型栓動精準步槍，為減重採用無機架設計，採用一體式機匣、0 MOA頂部導軌及Q-Sert護木（另有M-LOK版），射擊選擇桿（軸體為另外設計）及握把沿用Honey Badger上的部件以簡化倉儲。另外為安全採用了平衡配重扳機，無論步槍掉下時以哪種角度著地，亦不會因為重量不均而令扳機轉動[17]。目前提供.308 Win及6.5 CM兩種口徑，其中.308 Win為1:10纏距16英吋槍管，6.5 CM為1:7纏距16或22英吋槍管，膛線改用可提高精確度的5R膛線[18]。Q強調The Fix「不是另外一把假裝新槍的特製雷明登700」
- mini Fix：輕量型小口徑栓動精準步槍，為The Fix的縮小版。曾提供採用22英吋1:6纏距槍管的.224 Valkyrie口徑步槍版本，目前僅提供採用8英吋1:5纏距槍管的.300 BLK口徑手槍版本，並使用SB Tactical為其特製的手臂支撐器
- SIDE CHICK：雷明登700型的機架，基本設計及槍托皆取自The Fix，護木改用The Fix M-LOK護木

### 槍口配件

#### 直接旋上式
- El Camino：直接旋上式.22 LR消音器，管體為鈦製，阻體為不銹鋼製
- Erector：直接旋上式.22 LR消音器，模組化設計，可依需求使用1到10個阻體。附有序號的阻體及旋上槍管的螺紋為17-4不銹鋼製，其餘部件為7075鋁製。設計上可使用更多阻體，Q亦曾成功同時使用16個3D打印阻體，但因法律問題Q不可單獨售賣阻體[19]
- ERECT9R：直接旋上式9公釐口徑模組化消音器，設計與Erector相似[19]
- FULL NELSON：直接旋上式鈦製7.62公釐口徑消音器
- half NELSON：FULL NELSON縮短版

#### Quickie快拆系統
- Cherry Bomb：包含Q的Quickie快拆系統的17-4不銹鋼製槍口制退器，用於Q所銷售的所有非8.6 BLK槍械上；提供.30開口5/8×24螺紋、.30口徑開口1/2×28螺紋及9公釐口徑開口1/2×28螺紋三種供用家選擇；設計安裝於錐形槍口，但Q表示傳統槍管末端直徑為.610英吋（1/2×28版）或.735英吋（5/8×24版）以上也可安裝Cherry Bomb使用
- Bottle Rocket：旋上Cherry Bomb的槍口制退器，Q戲稱其為「槍口制退器的槍口制退器」
- WHISTLE TIP：旋上Cherry Bomb的爆風偏轉器，Q戲稱其為「買不起消音器的窮人的螺紋保護器」
- THUNDER CHICKEN：旋上Cherry Bomb的FULL NELSON
- trash PANDA：旋上Cherry Bomb的half NELSON
- jumbo SHRIMP：旋上Cherry Bomb的6.5 CM鈦製消音器
- Pork Chop：預定推出的.338 NM（英语：.338 Norma Magnum）/.338 LM/8.6 BLK消音器；其對應的槍口制退器預定採用M18×1.5螺紋，因其被精密國際採用並已基本成為美軍的標準。Pork Chop改用不銹鋼製造，藉此避免鈦製消音器產生火花並曝露射手位置的缺點，並能稍為加大膨脹倉的體積。由於客戶要求，Q首次在Pork Chop加入了可安裝擦片的設計，但安裝後會嚴重影響精確度，並且擦片僅有約25發壽命，因此Q仍在決定一般生產版是否要保留可安裝擦片設計[20]

### 口徑
- 8.6 Blackout（8.6×43mm?）：早在Kevin Brittingham仍在AAC時已在研發中的口徑，又稱8.6 Creedmoor或.338 Blackout。8.6 BLK類似但不等於.338 Federal（英语：.338 Federal），為6.5 CM彈殼縮短擴頸以容納.338口徑彈頭，概念類似於.300 Blackout，可同時為超音速及亞音速彈，彈頭重量預計為150至330格林，並可直接使用SR-25規格彈匣及.308口徑槍機。預計纏距為1:4，槍管長度為12.5或12.75英吋，Q表示8.6 BLK乃為短槍管而設計。雖然Q只預計推出8.6 BLK的The Fix，但亦有將一把Noveske AR-10改裝12.5英吋8.6 BLK槍管以測試其半自動可用性[8][21][22]。首批由Hornady生產的量產品質彈殼預計2020年秋季初完成，但因疫情影響導致底火較難獲得，因此Q表示整個8.6 BLK系統中時程最不確定的是彈藥本身。Kevin Brittingham在訪問中指由於8.6 BLK的纏距十分快，因此其旋轉動能很大，讓從12.5英吋槍管射出的8.6 BLK比從20英吋槍管射出的.308 Win擁有更多能量。首100,000發會在2021年1月開始出貨作宣傳，接著會開始生產1,000,000發開始銷售。

### Honey Badger手槍事件
- KitBadger有關Honey Badger手槍事件的影片 （页面存档备份，存于）
- Big Daddy Unlimited有關Honey Badger手槍事件的影片 （页面存档备份，存于）
- Colion Noir的Kevin Brittingham訪問影片 （页面存档备份，存于）
- Colion Noir的Alex Bosco訪問影片 （页面存档备份，存于）
- TheGunCollective有關Honey Badger手槍事件的影片 （页面存档备份，存于）
- Mrgunsngear Channel有關Honey Badger手槍事件的影片 （页面存档备份，存于）
- Kevin Brittingham在Sliencer Shop的近況更新影片 （页面存档备份，存于）
- Q在Facebook上反駁ATF的貼文
- Q在Facebook有關扳機拉距的貼文 （页面存档备份，存于）

## 資料來源
1. ↑  . The Firearm Blog. 2011-12-22  [2020-05-08]. （原始内容存档于2017-12-28） （美国英语）.
2. ↑  Curtis, Rob. . Recoil. 2016-05-16  [2020-05-17]. （原始内容存档于2016-11-08） （美国英语）.
3. ↑  .   [2020-05-09]. （原始内容存档于2020-02-03） （美国英语）.
4. ↑  . The Firearm Blog. 2015-08-26  [2020-05-08]. （原始内容存档于2017-06-21） （美国英语）.
5. ↑  .   [2020-05-09]. （原始内容存档于2017-02-07） （美国英语）.
6. ↑  . The Firearm Blog. 2016-11-18  [2020-05-08]. （原始内容存档于2020-04-26） （美国英语）.
7. ↑  Curtis, Rob. . Recoil. 2017-01-16  [2020-05-08]. （原始内容存档于2020-04-06） （美国英语）.
8. 1 2  . The Firearm Blog. 2018-08-20  [2020-05-08]. （原始内容存档于2022-01-24） （美国英语）.
9. ↑  ATF.  (pdf). 2020-08-03  [2020-10-07]. （原始内容存档 (PDF)于2020-10-11） （美国英语）.
10. 1 2  Megan L. Brown.  (pdf). 2020-09-02  [2020-10-07]. （原始内容存档 (PDF)于2020-10-09） （美国英语）.
11. 1 2  Adam Johnson.  (PDF). 2020-10-06  [2020-10-07]. （原始内容存档 (PDF)于2021-01-21） （美国英语）.
12. ↑  . Kit Badger. 2020-10-09  [2020-10-09]. （原始内容存档于2021-01-15） （美国英语）.
13. ↑  Actual, T. G. C. . The Gun Collective.   [2020-10-09]. （原始内容存档于2020-10-25） （美国英语）.
14. ↑  Adam Johnson.  (pdf). 2020-10-14  [2020-10-15]. （原始内容存档 (PDF)于2020-10-31） （美国英语）.
15. ↑  . The Truth About Guns. 2018-11-01  [2020-10-15]. （原始内容存档于2020-12-04） （美国英语）.
16. ↑  . Kit Badger. 2020-04-26  [2020-08-16]. （原始内容存档于2020-09-13） （美国英语）.
17. ↑  Sean Utley. . Tactical Life. 2019-03-25  [2020-08-13]. （原始内容存档于2019-05-17） （美国英语）.
18. ↑  . Faxon Firearms.   [2020-08-14]. （原始内容存档于2018-07-17） （英语）.
19. 1 2  . Kit Badger. 2020-08-15  [2020-08-16]. （原始内容存档于2021-01-13） （美国英语）.
20. ↑  . Kit Badger. 2020-08-09  [2020-08-16]. （原始内容存档于2021-01-12） （美国英语）.
21. ↑  Burton, James. . AR-15 News, Reviews and Expert Advice | AR Build Junkie. 2020-02-07  [2020-05-08]. （原始内容存档于2021-08-02） （美国英语）.
22. ↑  Loomis, Ivan. . GunsAmerica Digest. 2018-09-09  [2020-05-08]. （原始内容存档于2022-01-20） （美国英语）.